# Уэскотт, Сет
Сет Бе́нджамин Уэ́скотт (англ. Seth Benjamin Wescott; род. 28 июня 1976 года, Дарем, Северная Каролина) — американский сноубордист, выступавший в сноуборд-кроссе, двукратный олимпийский чемпион (2006, 2010), чемпион мира 2005 года.

## Спортивная карьера
Сет с 7 лет занимается спортом, поначалу занимался сноубордом и лыжами, и принимал участие в детских соревнованиях по обоим видам спорта, но в 13 лет выбрал сноуборд. Он окончил спортивную акакдемию «Каррабассетт Вэлли», в которой тренировались многие его коллеги по сборной США.
С 1995 года Сет Уэскотт участвует в международных соревнованиях, в 1996 году дебютировал в Континентальном кубке Северной Америки, в 1999 году — в Кубке Мира.
В 2003 году Уэскотт впервые принял участие в чемпионате мира и завоевал серебряную медаль. В 2005 году он стал чемпионом мира, в 2007 году — снова серебряным призёром, в 2009 году занял лишь пятое место.
На Олимпиаде 2006 года в Турине сноуборд-кросс был впервые включен в число олимпийских дисциплин, и Сет Уэскотт стал первым олимпийским чемпионом в этом виде спорта. На Олимпиаде-2010 в Ванкувере он успешно защитил титул олимпийского чемпиона, несмотря на то что фаворитом турнира считался канадец Майк Робертсон.
На чемпионате мира 2011 года выиграл ещё одно «серебро» в сноуборд-кроссе. 14 декабря 2012 года в возрасте 36 лет выиграл этап Кубка мира в США. На чемпионате мира 2013 года занял 25-е место.
Завершил карьеру в декабре 2017 года в возрасте 41 года.

## Личная жизнь
Отец Сета, Джим Уэскотт, был тренером по лыжам в колледже Колби.
Сет живёт в Каррабассетт Вэлли, штат Мэн, и владеет рестораном на горнолыжном курорте Шугалоэф в том же штате.